# Віха (морський термін)

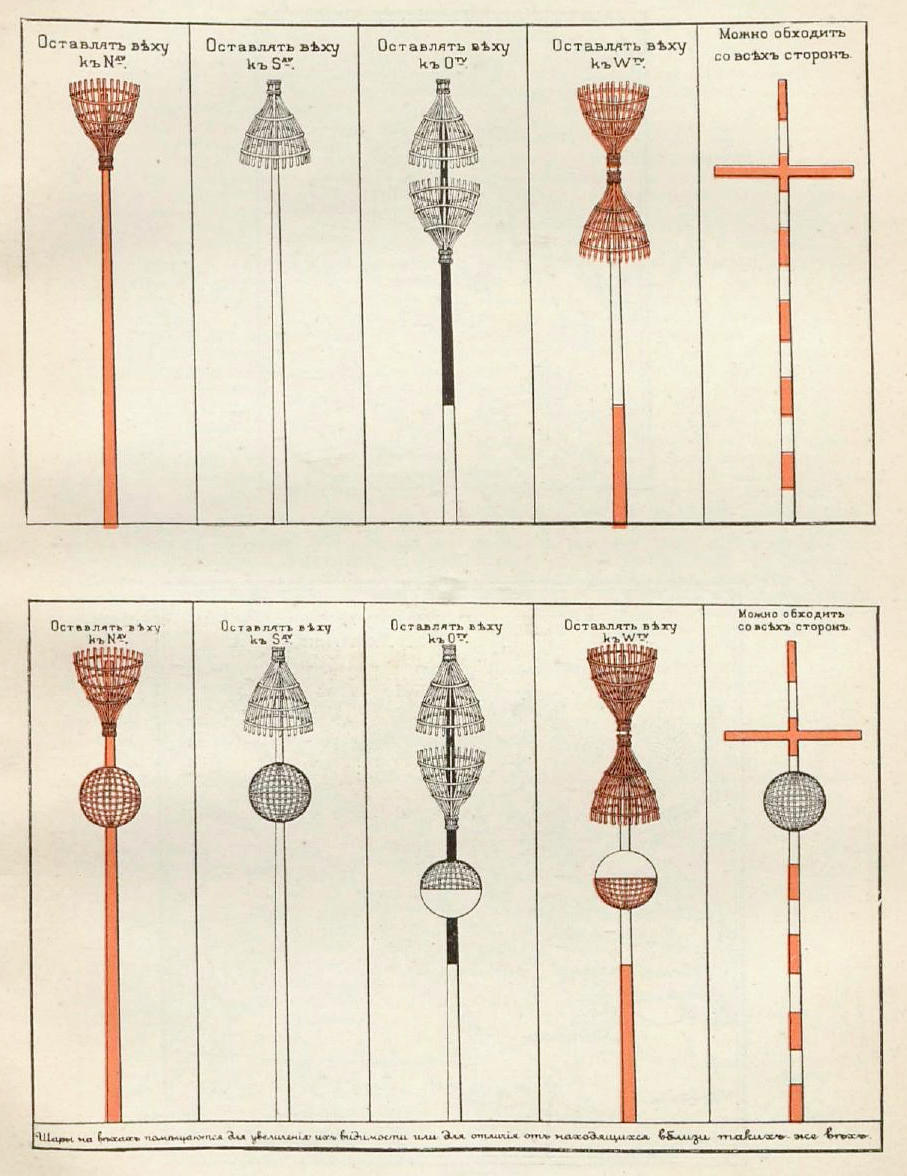
Види віх (малюнки з Військової енциклопедії Ситіна). Угорі: північна, південна, східна, західна, хрестова; унизу віхи з кулями.

Віха — плавучий застерігальний навігаційний знак для огородження надводних і підводних небезпек і вказання фарватерів. Має вигляд жердини, вертикально встановленої на поплавці, закріпленому на мертвому якорі. Може використовуватися як латеральний знак, кардинальний знак, знак поодинокої небезпеки, знак чистої води та спеціальний знак. Встановлення віх називається обвіхуванням.
Віха складається з таких елементів: жердини, поплавця-шпіртбакена, топової фігури (так званого «голика»), та якірного пристрою. Залежно від місця використовування розрізняють морські, рейдові і бухтові віхи, які мають ідентичну конструкцію і відрізняються одна від однієї тільки висотою жердини: морські до 20 м (8-10 м над поверхнею води), рейдові — до 10 м (6-7 м над водою), бухтові — до 6 м (4 м над водою). У холодних районах у зимовий час встановлюють зимові віхи — з потовщеними (до 25 см) жердинами, без топових фігур і з важкими, масою до 1 тонни, якорями.

## Історія

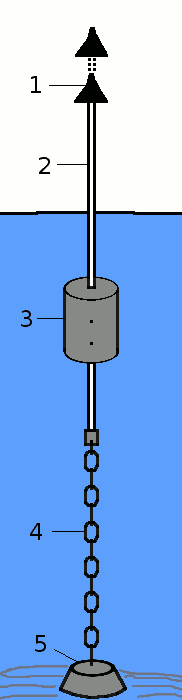
Будова віхи: 1 — топова фігура, 2 — жердина, 3 — шпіртбакен, 4 — ланцюг, 5 — мертвий якір.

У Російській імперії та СРСР до 1980 року була прийнята така система: віхи відповідали сторонам світу відносно фарватеру і мали зворотну відповідність розташуванню небезпеки. Віхи встановлювалися таким чином:
- з півночі фарватеру (з південного краю небезпеки) — північна віха (нордова) червоного кольору з топовою фігурою у вигляді червоного перевернутого конуса;
- з півдня фарватеру (з північного краю небезпеки) — південна віха (зюйдова) білого кольору з топовою фігурою у вигляді білого конуса вершиною догори;
- зі сходу фарватеру (із західного краю небезпеки) — східна віха (остова) чорно-білого кольору з топовою фігурою у вигляді з'єднаних основами білих конусів;
- із заходу фарватеру (зі східного краю небезпеки) — західна віха (вестова) біло-червоного кольору з топовою фігурою у вигляді з'єднаних вершинами червоних конусів.

Невеликі за розміром небезпеки позначалися хрестовими віхами — смугастими червоно-білими, з топовою фігурою у вигляді хреста; їх можна було обходити з усіх сторін. Для кращої видимості до деяких віх нижче фігур кріпили кулі. Поряд з постійними віхами, застосовувалися прапорцеві віхи (з червоними прапорцями замість топових фігур): вони огороджували землечерпательні, днопоглиблювальні, водолазні роботи або роботи, що проводилися на підводних спорудах. Для позначення прокладеного підводного кабелю й застереження від віддачі якорів у цьому місці встановлювалися кабельні (телеграфні) віхи.

## Сучасність
Зараз прийнята система МАМС, яка передбачає встановлення латеральних віх (червоних і зелених з трикутниками і квадратами), кардинальних (чорно-жовтих з подвійними конусами), віх поодинокої небезпеки (червоно-чорних з подвійними кулями) та спеціальних віх (жовтих з косими хрестами).
Через незначну міцність і легкість якірного пристрою віхи вразливі до випадкового знесення з їх штатних місць штормами, наносом плавучих предметів або льоду, а також суднами. Це робить їх недостатньо точними орієнтирами для визначення місця судна в морі.

## Галерея

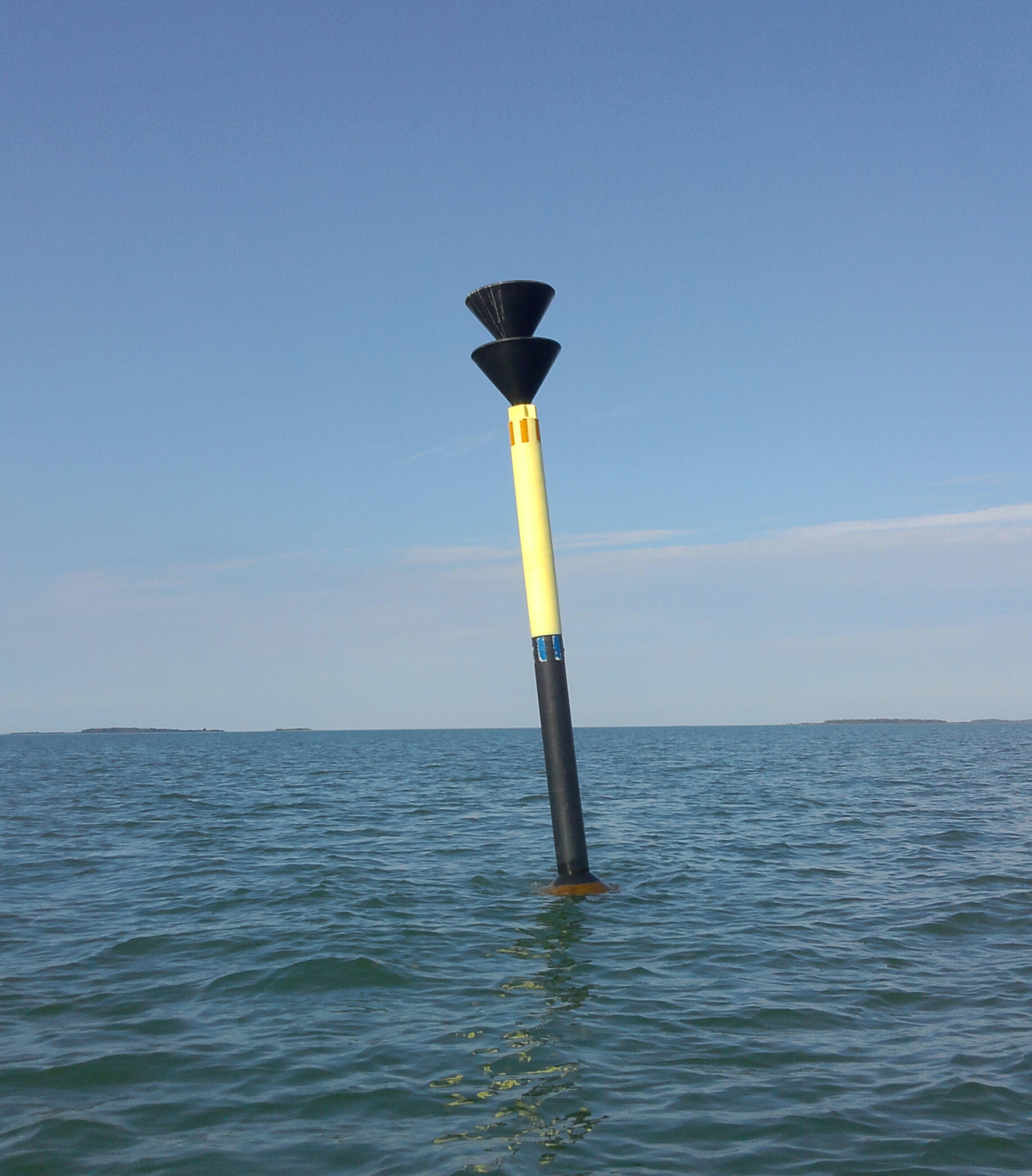
Південна віха
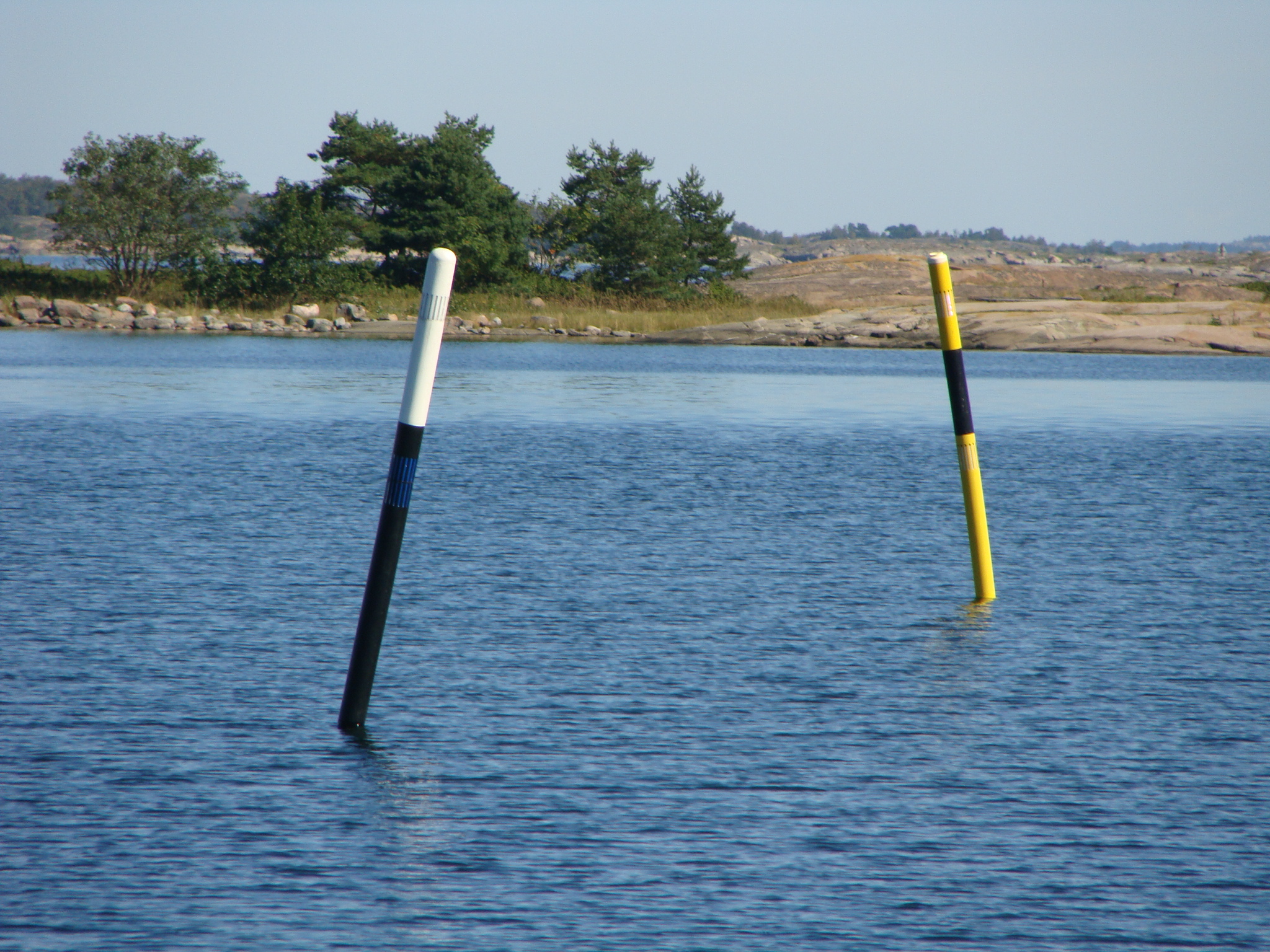
Південна і західна віхи
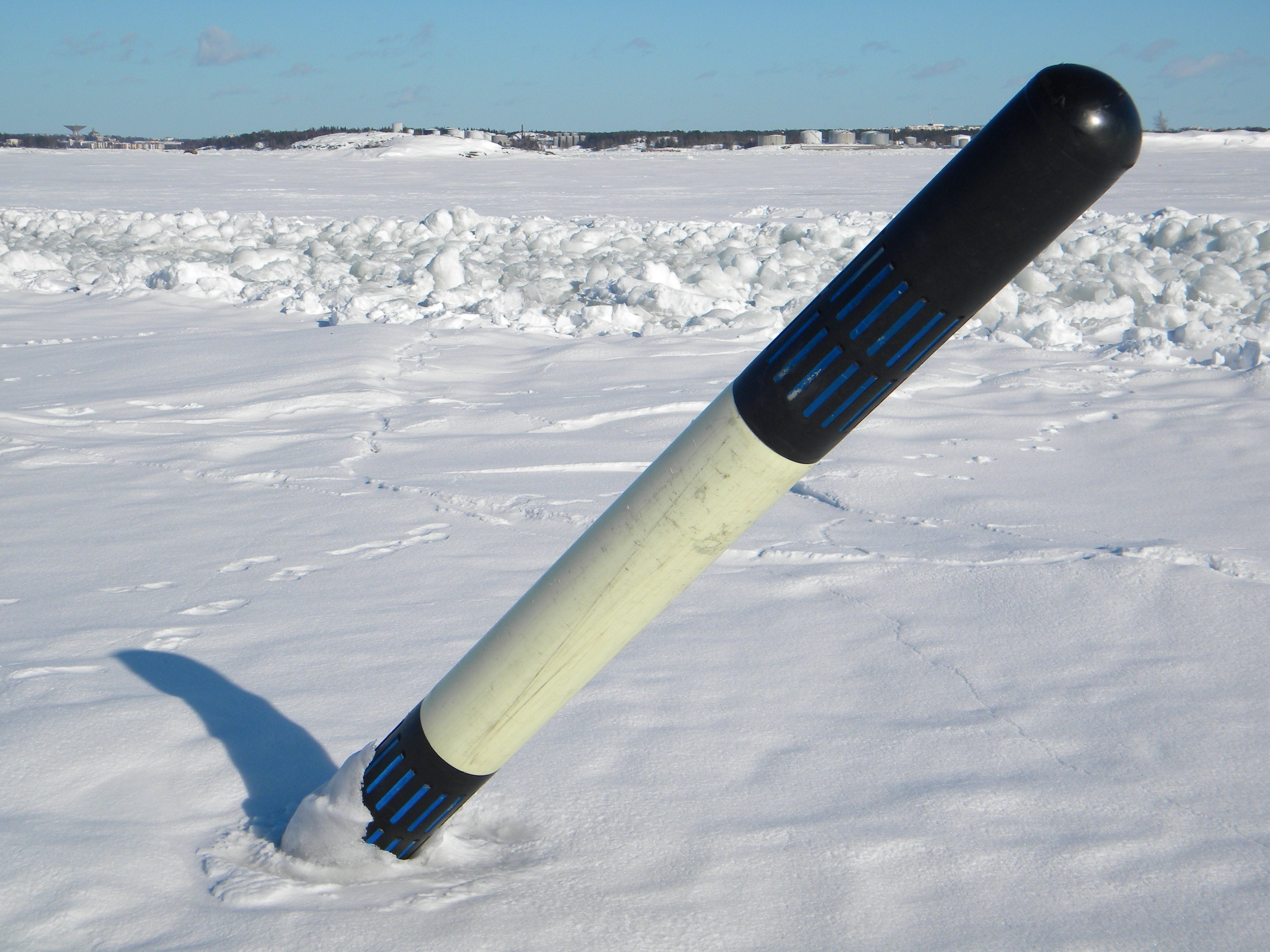
Зимова віха (східна)
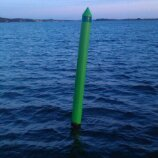
Права латеральна віха
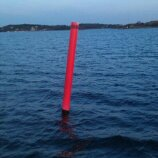
Ліва латеральна віха
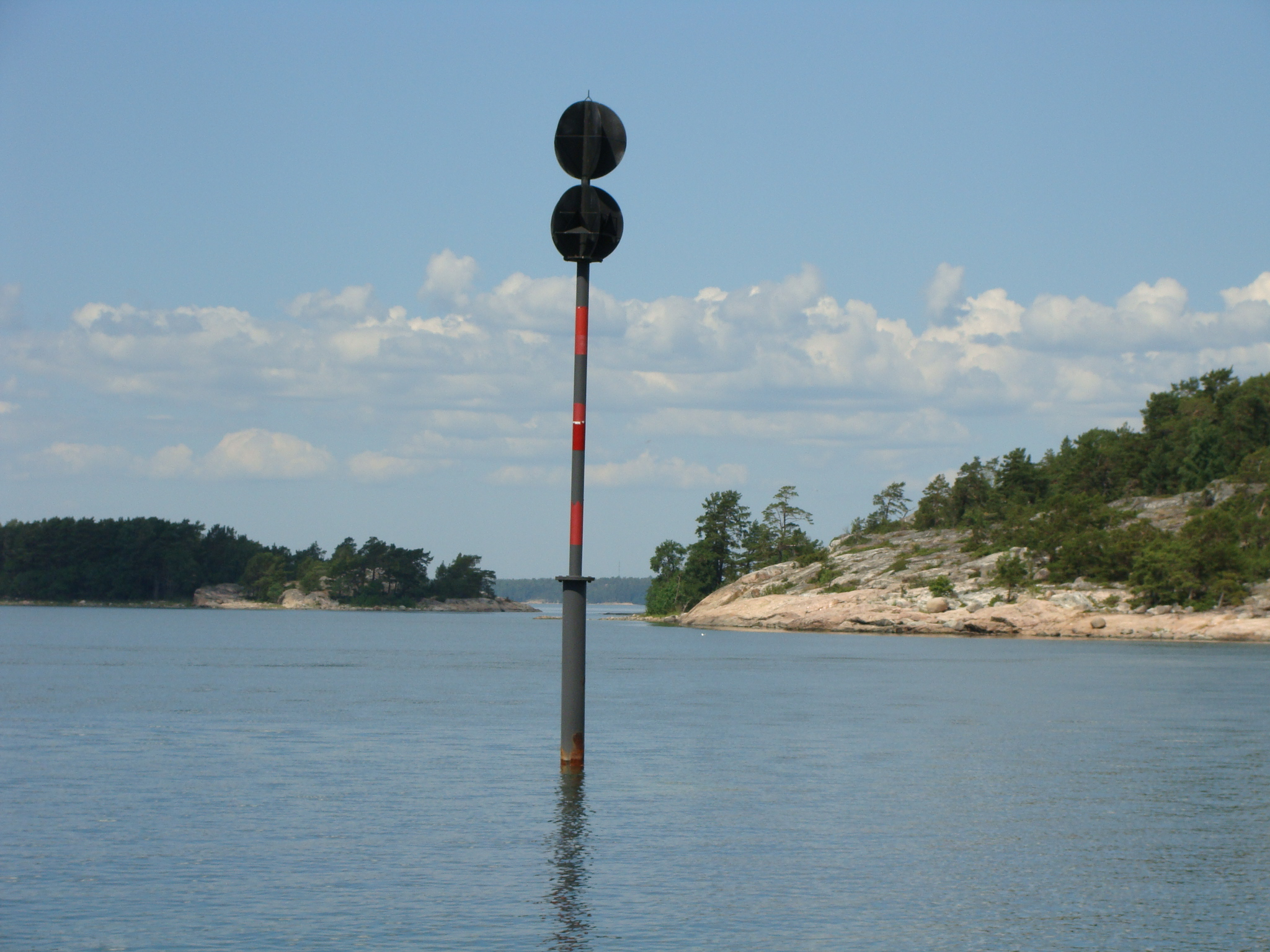
Віха поодинокої небезпеки
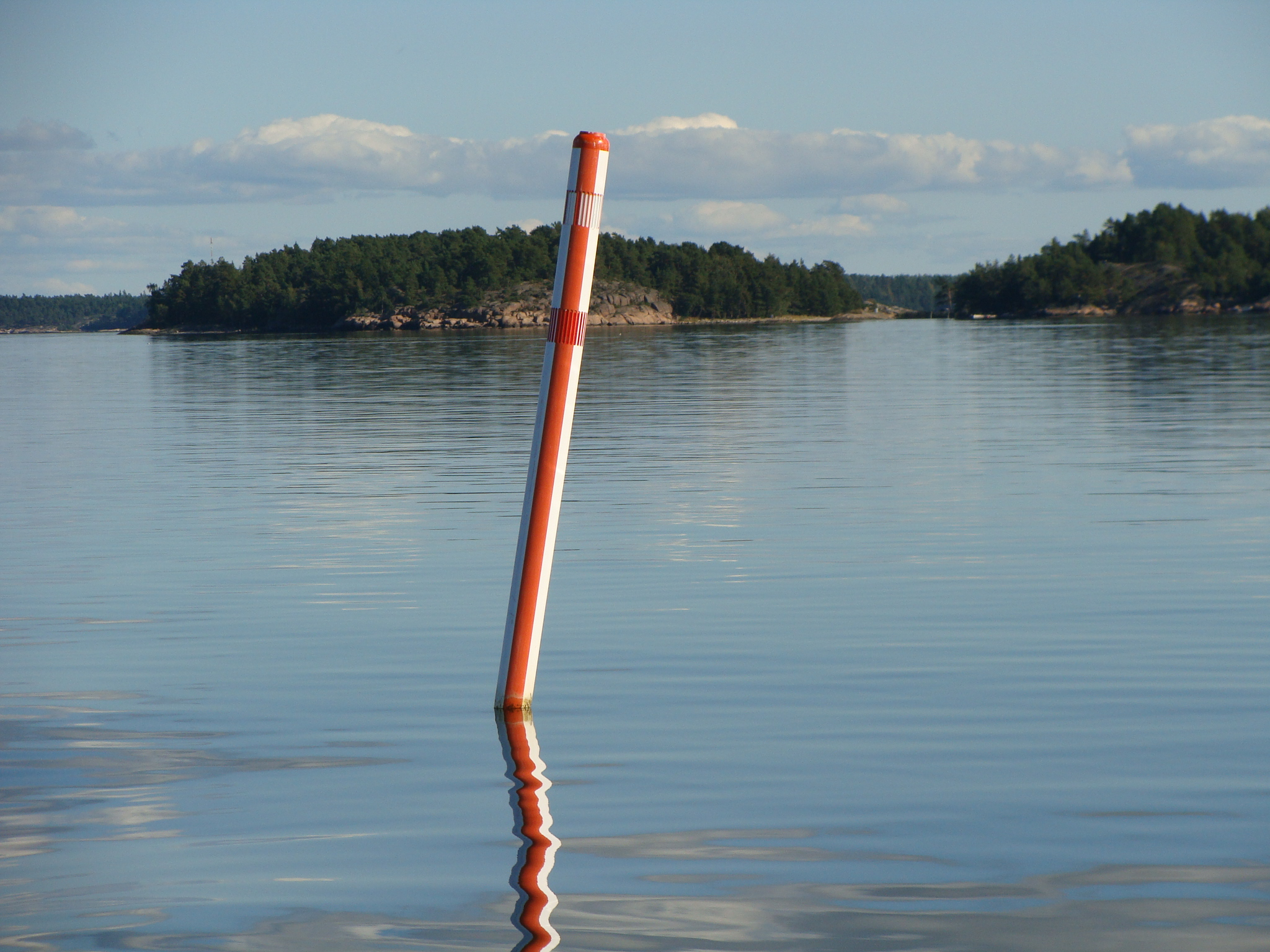
Віха чистої води